# Aeroportul Alykel
Aeroportul Alykel (IATA: NSK, ICAO: UOOO) este un aeroport din Norilsk, Okrugul urban Norilsk⁠(d), Krasnoiarsk, Rusia ce deservește zona Norilsk. Aeroportul a fost tranzitat în 2021 de 604.977 de pasageri. A fost deschis în 1950 și numit după Nikolay Urvantsev⁠(d).
Situat la o altitudine de 175 m, aeroportul dispune de 1 pistă.

## Infrastructură

### Piste
Aeroportul dispune de o singură pistă. Pista are orientarea 01/19.